# Sevaster
Sevaster è una frazione del comune di Selenizza in Albania (prefettura di Valona).
Fino alla riforma amministrativa del 2015 era comune autonomo, dopo la riforma è stato accorpato, insieme agli ex-comuni di Armen, Brataj, Kotë e Vllahinë a costituire la municipalità di Selenizza.

## Località
Il comune era formato dall'insieme delle seguenti località:
- Sevaster
- Golimbas
- Dushkarak
- Shkoze
- Mazhar
- Ploce
- Lezhan
- Amonic